# Cyranka (zwyczajna)
Cyranka zwyczajna (Spatula querquedula) – gatunek wędrownego ptaka wodnego średniej wielkości, z rodziny kaczkowatych (Anatidae). Mimo wielkiego zasięgu występowania nie wyróżnia się podgatunków.

## Występowanie
Zamieszkuje niemal całą Eurazję: Europę poza północną częścią Półwyspu Skandynawskiego i Półwyspem Iberyjskim, a w Azji pasem po Pacyfik i Japonię. Przeloty w marcu–kwietniu i sierpniu–październiku. Wędrowne ptaki europejskie zimują w basenie Morza Śródziemnego, środkowej i wschodniej Afryce, gdzie docierają na półkulę południową. Populacje azjatyckie zimują w Azji Południowej i Południowo-Wschodniej, docierając aż do Nowej Gwinei.
W Polsce bardzo nieliczny ptak lęgowy niżu (rozmieszczony nierównomiernie, lokalnie może być liczny). Głównym obszarem lęgowym są Kotlina Biebrzańska oraz bagienna dolina Narwi.

## Morfologia

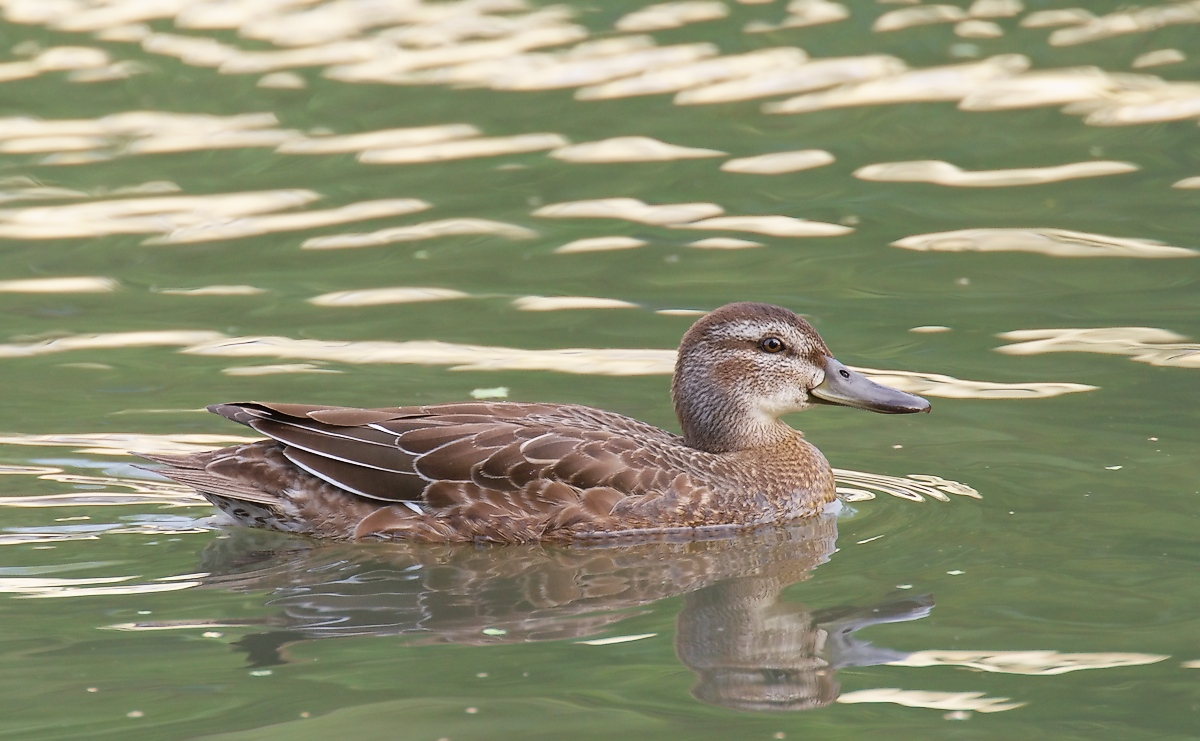
Młody w szacie juwenalnej.

Cechy gatunkuSamiec w szacie godowej ma głowę, szyję oraz pierś ciemnobrązową. Nad okiem ku karkowi biegnie łukiem biały, szeroki pas. Pierś cętkowana. Boki białe z drobnym, szarym prążkowaniem. Pokrywy skrzydłowe jasnoszare, na lotkach II rzędu znajduje się ciemny, biało obrzeżony pas. W locie ciemna pierś kontrastuje z jasnym brzuchem. Samiec w szacie spoczynkowej podobny do samicy, ale skrzydła takie same, jak w szacie godowej. Samica jest większa od cyraneczki, ma dłuższy, bardziej szary dziób. Ogólne ubarwienie ma jasnobrązowe, pióra jasno obrzeżone. Przez oko biegnie ciemny pasek oczny. Młode w szacie juwenalnej od samic różnią się ciemniejszym brzuchem i węższym pasem końcowym na lotkach II rzędu. Dziób jest szary. Od cyraneczki różni się kolorem skrzydełka kciukowego: u cyranki jest ono jasnoniebieskie, u cyraneczki – ciemnoniebieskie.
Wymiary średniedługość ciała ok. 36–41 cm
długość skrzydła 21 cm
rozpiętość skrzydeł 58–65 cm
długość dzioba ok. 7–11 cm
masa ciała ok. 280–550 g

## Ekologia

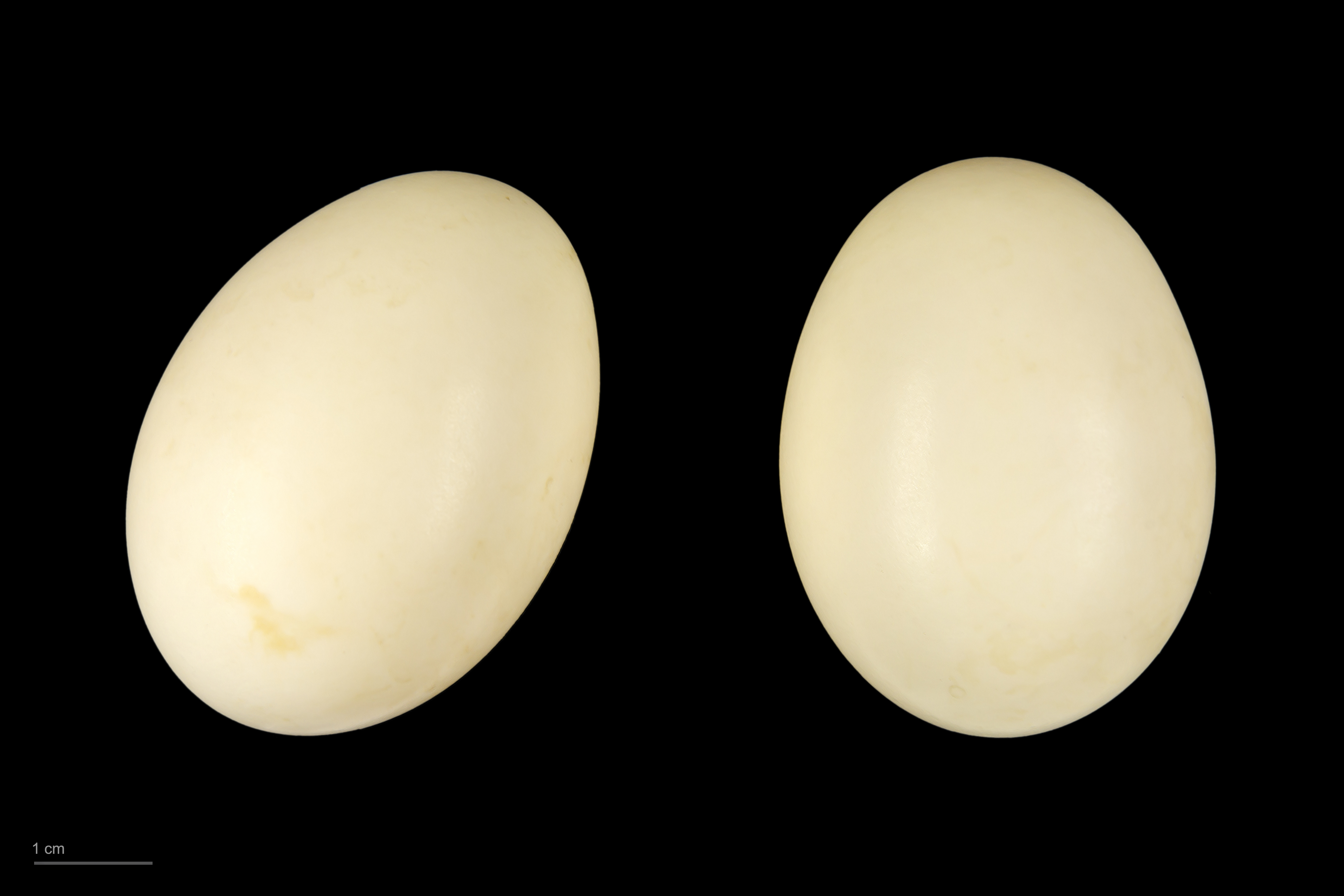
Jaja z kolekcji muzealnej

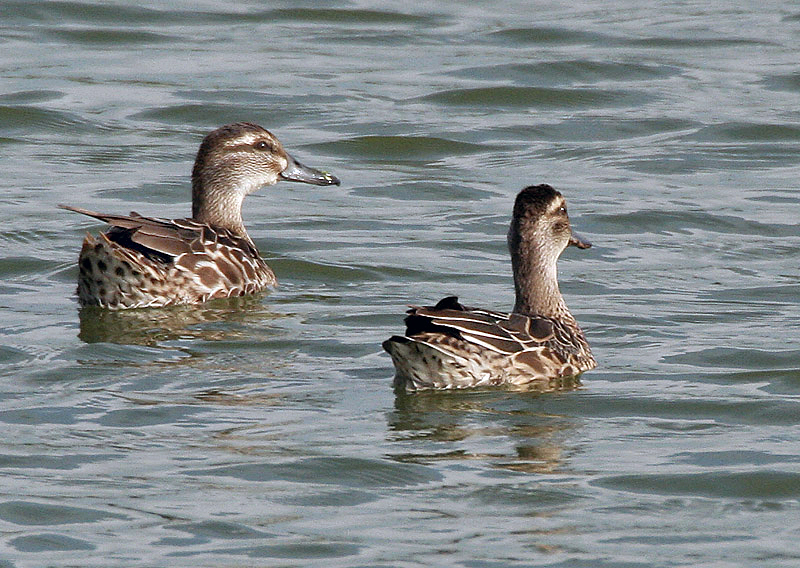
Samice w Uppalapadu, Indie

BiotopGęsto zarośnięte zbiorniki wodne. Często są to niewielkie stawy, a nawet rowy melioracyjne.
TokiWiosenne powroty w marcu i kwietniu cyranki wykonują już parami. Osobliwy jest lot godowy samców, w stadkach nad powierzchnią akwenu. Przy siadaniu na wodzie słychać szybkie klaskanie ich skrzydeł. Samiec pływa za samicą, trzymając dziób tuż przy jej ogonie. Jednocześnie stroszy pióra na łopatkach i na głowie, rytmicznie nią kiwając. Przy zarzucaniu łba na plecy wydaje głośne „trreb”. Samica odzywa się cichym „knek”.
GniazdoGłębokie obniżenie wyłożone roślinami i puchem, umieszczone na terenach bagnistych, wolno płynących zarośniętych wodach, nad kanałami lub stawami. Rzadziej samica ukrywa gniazdo w trzcinie, turzycach lub na polu. Od gniazd cyraneczki różni je wyścielenie piórami z białym pasem pośrodku.
JajaW ciągu roku wyprowadza jeden lęg, składając od kwietnia do czerwca 6 do 12 żółtawych lub brunatnych jaj.
Okres lęgowyJaja wysiadywane „twardo” przez okres 24 dni przez samicę. Pisklęta są zagniazdownikami (gniazdo opuszczają po 24 godzinach). Opiekuje się nimi wyłącznie samica. Samiec strzeże gniazda jedynie podczas znoszenia jaj i w początkowym okresie wysiadywania. Najpóźniej po dwóch dniach od wyklucia matka prowadzi pisklęta nad wodę. Zdolność lotu osiągają po około 1 miesiącu. Kaczęta w puchu mają czarny pas pociągnięty przez oko, łączący się z podobnym pasem podocznym. Oba sięgają do dzioba. Młode podobne są do rodziców. W lipcu rodziny zbierają się w małe stadka, choć nie tak liczne jak u cyraneczki.
PożywienieRośliny wodne, zarówno ich części zielone jak i nasiona, uzupełnione przez drobne zwierzęta wodne – bezkręgowce, drobne ryby i kijanki.

## Status i ochrona
W Czerwonej księdze gatunków zagrożonych Międzynarodowej Unii Ochrony Przyrody cyranka nieprzerwanie od 1988 roku klasyfikowana jest jako gatunek najmniejszej troski (LC – Least Concern). Według szacunków organizacji Wetlands International, liczebność światowej populacji w 2015 roku wynosiła około 2,6–2,8 miliona osobników. Globalny trend liczebności populacji uznawany jest za spadkowy.
Na terenie Polski gatunek ten jest objęty ścisłą ochroną gatunkową, wymaga ochrony czynnej. Na Czerwonej liście ptaków Polski cyranka sklasyfikowana została jako gatunek narażony (VU). W latach 2013–2018 liczebność krajowej populacji lęgowej szacowano na 1000–3000 par. Trend liczebności populacji krajowej uznawany jest za spadkowy.